# Pandemia de COVID-19 en Tlaxcala
La pandemia de enfermedad por coronavirus en Tlaxcala, estado de México, inició el 25 de marzo de 2020 (siendo este el último estado en reportar algún caso), se trató de una mujer en el municipio de Tlaxcala de Xicohténcatl que había viajado a Nueva York, Estados Unidos tres semanas antes de que se le hiciera la prueba.
Algunos efectos que ha tenido la pandemia en el país incluyen la generación de compras de pánico y saqueos de establecimientos, que a su vez ha conducido al eventual desabasto de productos de limpieza e higiene personal; la suspensión de eventos socioculturales; el cierre temporal o definitivo de empresas, y la caída del precio del combustible así como del peso mexicano en los mercados de divisas internacionales.

## Antecedentes
En diciembre de 2019, la Organización Mundial de la Salud dio a conocer la existencia de la enfermedad infecciosa COVID-19, ocasionada por el virus SARS-CoV-2, tras suscitarse un brote en la ciudad de Wuhan, China. El 28 de febrero de 2020, se confirmaron los primeros casos en México: un italiano de 35 años de edad, residente de la Ciudad de México, y un ciudadano del estado de Hidalgo que se encontraba en el estado de Sinaloa. El ciudadano hidalguense originario de Tizayuca, permaneció cerca de 12 días aislado en un hotel en Culiacán, Sinaloa. Contagiándose después de un viaje a Italia del 16 al 21 de febrero. El 11 de marzo esta persona regreso a Hidalgo, fue sometido a las pruebas de control, por lo que se le declaró libre de la enfermedad.

## Cronología

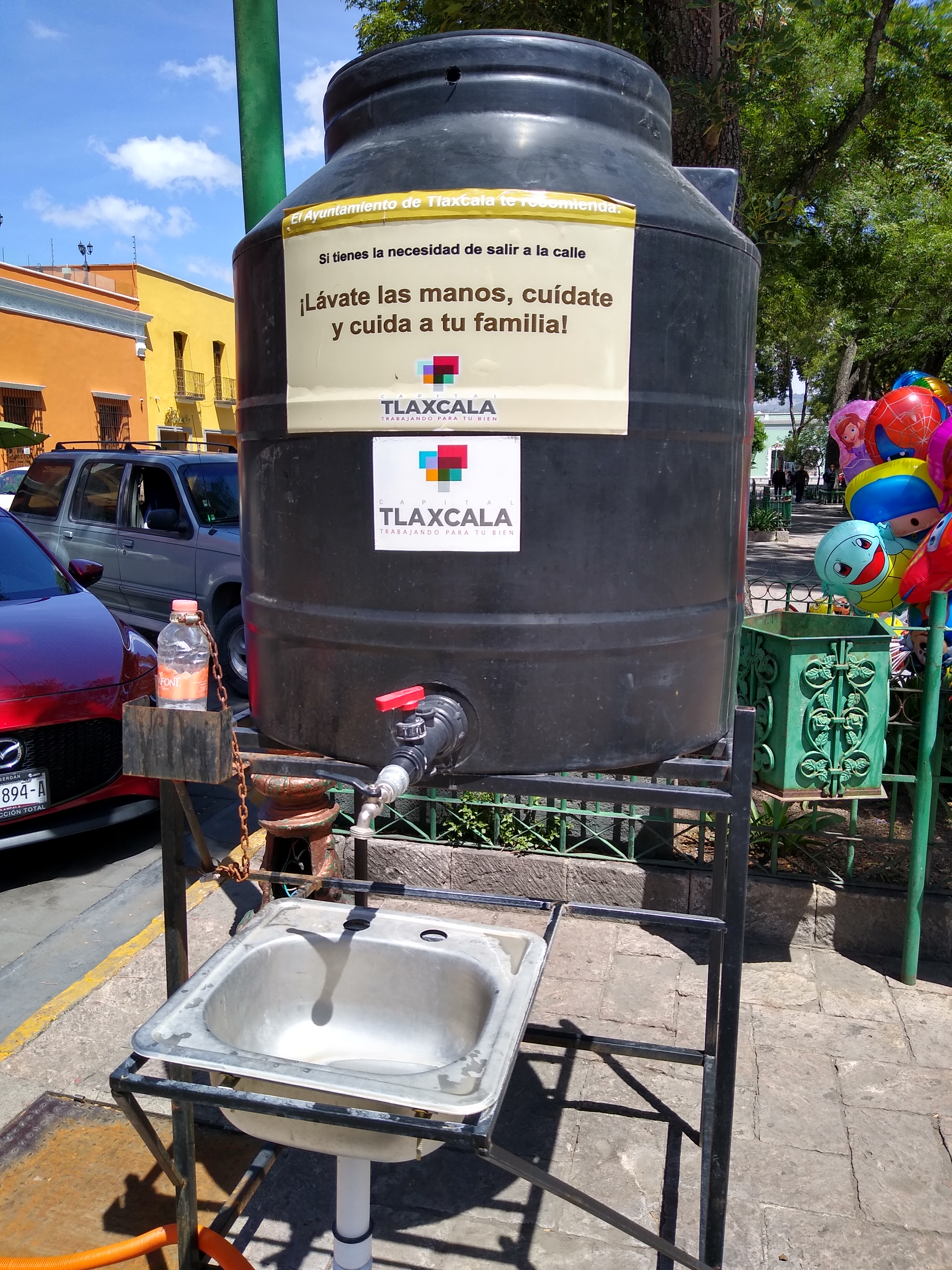
Lavadero público de manos en parque de la ciudad de Tlaxcala.

### 2020

#### Marzo
- 6  de marzo : Pese a las advetencias en el municipio de Xicotzinco se ralizo la feria del segundo viernes

- 17 de marzo: Pese a los primeros casos detectados de Covid-19 en el país, se realiza un baile popular de cierre de carnaval con la asistencia de miles de personas en la comunidad de San Marcos Contla, municipio de Papalotla de Xicohténcatl.[15]
- 21 de marzo: El gobernador Marco Mena encabeza una reunión de trabajo con el Grupo de coordinación en Seguridad pública con objeto de establecer acciones de seguimiento a la pandemia de Covid-19.[16]
- 22 de marzo: El secretario de salud en el estado René Lima Morales informa que el Hospital General del municipio de Natívitas es el hospital inicialmente designado para atender posibles casos de Covid-19, el cual ha sido equipado para este fin y en caso de ser necesario se activarían otros hospitales del estado.[17]

#### Julio
- 12 de julio: Se informa el fallecimiento por COVID-19 de Faustino Carín Molina Castillo, presidente municipal de Amaxac de Guerrero, siendo el segundo presidente municipal en el estado en fallecer durante esta pandemia.[18]

#### Agosto
- 6 de agosto: Se confirma el fallecimiento por COVID-19 del subdelegado forestal por 15 años y encargado de despacho de la SEMARNAT en el estado Enrique Fernández, originario de la comunidad La Unión del municipio de Tlaxco.[19]

### 2021

#### Marzo
- 31 de marzo: La secretaría de salud estatal informa que en un año el Covid-19 quitó la vida a 8 menores de edad en el estado.[20]